# Rolf Nevanlinna
Rolf Herman Nevanlinna (Joensuu, 22 de outubro de 1895 — Helsinque, 28 de maio de 1980) foi um matemático finlandês.
Conhecido principalmente por seu trabalho em análise complexa. Além da matemática, Nevanlinna teve também grande interesse em cultura e política. Foi membro do Movimento Polular Patriótico Finlandês e também membro do movimento pró-alemão finlandês. Sua mãe era alemã.
Em uma entrevista nos Estados Unidos, em 1934, Hermann Weyl (sua esposa era judia) chamou-o de nazista finlandês. Na Segunda Guerra Mundial foi partidário dos voluntários finlandeses e foi diretor do comitê do Batalhão dos Voluntários Finlandeses das Waffen SS. Foi reitor da Universidade de Helsinque, em 1941, e obrigado a resignar do cargo no final da guerra.
Em 1981 foi estabelecido o Prêmio Nevanlinna. O asteroide 1679 Nevanlinna foi batizado em sua homenagem.

Em 2019, a IMU decidiu alterar o nome da premiação para 'The Abacus Medal', por causa da ideologia nazista de Rolf Nevanlinna.